# Жемчужников, Лука Ильич
Лука Ильич Жемчужников (1783 — 1856/1857)— дворянин, гвардии полковник, помещик XIX века. Известен как  профессиональный игрок в карты, партнёр и кредитор А.С. Пушкина. Член Английского клуба. Внесён в дворянскую родословную книгу Владимирской губернии, как представитель древнего аристократического рода. Владелец села Ховрино и многих других имений.

## Происхождение
Происходил из  дворянского рода, известного  со времён Ивана Грозного. В 1671 году Алексей Михайлович пожаловал Жемчужниковым вотчину в Юрьев-Польском уезде Владимирской губернии. Центром владений стало село Василёво. При Елизавете Петровне помещик  Яков Григорьевич Жемчужников становится майором Черниговского пехотного полка. Его сын, Илья Яковлевич Жемчужников, 10 лет избирался предводителем Юрьев-Польского уезда. Лука Ильич был одним из старших детей Якова. После смерти отца Луке  досталось имение в деревне Деревенщики Боровского уезда Калужской губернии, деревни Прокшино и Теренино Медынского уезда с лесной дачей и со всеми угодьями.

## Биография
Родился 3 (14) февраля 1783 года.
С 1798 года в армии, с 1805 года — в лейб-гвардии Измайловском полку.  Участвовал в битве при Аустерлице 20 ноября 1805 года, был ранен. С 1816 года — бригадный адъютант в резервной бригаде отдельного Грузинского корпуса. С 1817 года — в чине полковника с назначением для особых поручений.  В 1818 году по болезни вышел  в отставку  и вернулся в родовое имение. Вскоре после этого отбыл в Петербург, где получил известность как профессиональный и азартный карточный игрок и ростовщик, одалживавший немалые суммы. На этом поприще он разбогател, стал владельцем многих имений в разных губерниях.
В 1854 году вернулся в имение. Скончался 22 декабря 1856 (3 января 1857) года, погребён на Смоленском православном кладбище в Петербурге.

## Семья
22 мая 1821 года обвенчался с Прасковьей Францевной де Морелли (17.06.1796—2.11.1855), неаполитанской еврейке лютеранского вероисповедания.
До брака родились:
- Платон (05.04.1815—?)
- Владимир (01.06.1816—03.09.1877) — штабс-ротмистр[8]
- Надежда (в замужестве Ушакова; 10.05.1819—09.05.1848)[9]
- Александр (26.06.1820—26.03.1868)

В браке родились:
- Мария (22.12.1822 — ок. 1878)
- Екатерина Лукинична Хвостова (27.05.1823 — ок. 1890) — жена коллежского советника Алексея Николаевича Хвостова[10],  мать Александра Алексеевича Хвостова(старшего), бабушка поэта Сергея Сергеевича Бехтеева.
- Софья Лукинична Бельгард (22.07.1824—03.07.1855) — первая жена генерала Карла Александровича Бельгарда, мать полтавского губернатора Александра Карловича Бельгарда
- Николай Лукич Жемчужников (03.03.1826-20.09.1894) — подполковник, герой штурма Ташкента в 1865 году, владелец усадьбы Холмищи  в Жиздринском уезде
- Василий Лукич Жемчужников (18.03.1827—16.03.1829)[8]
- Ольга Лукинична Жемчужникова (03.07.1828—23.07.1829)[8]
- Алексей (21.04.1830—12.05.1854)
- Варвара Лукинична Офросимова (13.08.1831—?) — близкая знакомая и соседка поэта А. Фета[11], мать калужского губернатора, сенатора Александра Александровича Офросимова
- Наталия (ок. 1833 — 03.06.1840)
- Сергей (30.01.1835—10.05.1855)
- Иван (ок. 1837 — 15.05.1840)
- Пётр (10.04.1839 — 22.03.1908) — юнкер, наследник Ховрина[12] и деревень в Медынском уезде.

## Имения
- Василёво — село и родовое поместье в Юрьев-Польском уезде
- Воронец — усадьба в Липецком уезде[13]
- Жуково — деревня в Дмитровском уезде
- Ховрино — усадьба в Московском уезде, приобретена в середине 30-х годов[14]
- Прокшино, Теренино — деревни в Медынском уезде, с 1850 года — во владении Петра Лукича Жемчужникова[15]
- Холмищи — имение в Жиздринском уезде